# Новосолоне
Новосоло́не — село в Україні, у Новомиколаївській селищній громаді Запорізького району Запорізької області. Населення становить 214 осіб. До 2020 року орган місцевого самоврядування — Підгірненська сільська рада.

## Географія
Село Новосолоне розташоване за 68 км від обласного центру та за 20 км від адміністративного центру селищної громади — селища Новомиколаївка, за 1,5 км від правого берега річки Солона, вище за течією на відстані 3,5 км розташоване село Підгірне.

## Історія
Дата заснування села Новосолене, достеменно невідома. У довіднику «Німці Росії» воно згадується двічі. Перший раз — як лютерансько-менонітське село Нейкрон, яке засноване 1883 року вихідцями з молочанських та менонітських колоній. Вдруге — як лютеранське село Ленінфельд, засноване 1922 року і перейменоване після Другої світової війни в село Ленінське.
7 (20) листопада 1917 року, відповідно до Третього Універсалу Української Центральної Ради, увійшло до складу Української Народної Республіки.
За радянських часів землі села були закріплені за колгоспом імені Свердлова, який у 1959—2000 роках був одним із найбільших сільгоспадарських підприємств Запорізької області та двічі брав участь у ВДНГ.
Після припинення роботи колгоспів, коли чимало селищ, страждаючи від безробіття, «впали в кому», в селі Новосолене запрацювало сільгосппідприємство «Нива», керівник якого не лише забезпечив мешканців села робочими місцями, а й перетворив навколишній простір. За ініціативою Віктора Альбіновича Поплавського, два молодих художника з Новомиколаївки розписали стіни сільгосппідприємства мальовничими картинами, а місцеві майстри креативно прикрасили його територію. У 2005 році в центрі села, на високому стовпі, розмістився новий експонат вуличного музею, який і понині є головною пам'яткою села — віз, що парує в небі, як символ колгоспного ладу, що пішов навіки.
Згодом центр села прикрасила каплиця Покрови Пресвятої Богородиці, а у 2014 році, до Дня Незалежності України, головну та практично єдину вулицю села прикрасили автомобілі, які свого часу працювали на землях колгоспу імені Свердлова — ГАЗ-51, гусеничний трактор, колісний трактор ЮМЗ-6, а також трактор власного виробництва, який виготовлений працівником колгоспу Ходяком Григорієм Петровичем. У 2014 році, на честь святкування Дня працівника сільського господарства, з'явилася ще одна скульптурна композиція з пам'ятною табличкою, на якій увічнені імена всіх працівників галузі тваринництва колишнього колгоспу. Головна історична пам'ятка Новосолоного – німецький будинок 1901 року побудови.
12 червня 2020 року, відповідно до розпорядження Кабінету Міністрів України № 713-р «Про визначення адміністративних центрів та затвердження територій територіальних громад Запорізької області», Підгірненська сільська рада об'єднана з Новомиколаївською селищною громадою.
19 липня 2020 року, в результаті адміністративно-територіальної реформи і ліквідації Новомиколаївського району, село увійшло до складу Запорізького району.

## Населення

### Мова
Розподіл населення за рідною мовою за даними перепису 2001 року:
| Мова       | Кількість | Відсоток |
| ---------- | --------- | -------- |
| українська | 209       | 97.66%   |
| російська  | 5         | 2.34%    |
| Усього     | 214       | 100%     |